# Mohamed Abozekry & Heejaz
Mohamed Abozekry & HeeJaz est un groupe de musique instrumentale franco-égyptien formé en 2010.
Mené par le « jeune prodige » égyptien Mohamed Abozekry qui a reçu le premier prix au concours international de Oud à Damas en 2009, le quatuor compte aussi Guillaume Hogan à la guitare, Anne Laure Bourget aux percussions et Hugo Reydet à la contrebasse.

## Biographie

### Les débuts et la sortie du premier album
Mohamed Abozekry intègre très jeune la maison du luth arabe au Caire où il est formé par Naseer Shamma. À l'âge de 15 ans, il devient le plus jeune professeur d'Oud du monde arabe. Il est le frère du joueur de saz, Abdallah Abozekry.
Le 29 août 2007, il fait la rencontre de Guillaume Hogan lors d’un concert au Caire. Ce dernier le convainc de continuer ses études en France où il rejoindra l’université de Lyon II en musicologie en août 2009. Affectionnant particulièrement les mélanges de styles musicaux, Mohamed Abozekry compose des morceaux  pour Oud d'inspirations blues et jazz. En 2010, il fait donc appel à des amis lyonnais pour l'accompagner: ils formeront alors les "HeeJaz",. De ce fait, le quatuor ne s’identifie pas à un style en particulier mais préfère puiser dans les registres musicaux de chacun de ses membres.
En 2011, le groupe réalise plusieurs tournées en France et à l'étranger. Il effectue notamment un voyage de dix jours en Amérique du Sud ainsi que des représentations en Égypte, au Pakistan, en Irak et aux Émirats arabes unis,.
Chaos est le premier album du groupe Mohamed Abozekry & Heejaz. Sorti le 25 mars 2013, le titre de l’opus fait référence au tourment et à la douleur d’un jeune musicien qui assiste de l’extérieur aux bouleversements politiques de son pays et à la révolte de son peuple. Ainsi, chaque morceau y est raconté comme une histoire à part entière dont les péripéties et rebondissements marquent le rythme de la composition.
Le morceau 25 janvier, initialement prévu sur l’album puis finalement retiré, rend hommage aux victimes de la révolution égyptienne du 25 janvier 2011. Il est disponible en libre téléchargement sur le site officiel du groupe.
Un second album, Ring Road, sort en février 2015. Anne Berthod de Télérama note que les titres de celui-ci « bouillonnent entre jazz et maqâm, sur une « route » plus andalouse, jonchée de fulgurances lyriques et d'arabesques follement guincheuses (le tourbillonnant Poisson rouge), qui flirtent avec le flamenco ou semblent esquisser un pas de mambo ».